# Paralinhomoeus buculentus
Paralinhomoeus buculentus är en rundmaskart som först beskrevs av Wiesewr 1956.  Paralinhomoeus buculentus ingår i släktet Paralinhomoeus och familjen Linhomoeidae. Inga underarter finns listade i Catalogue of Life.